# Bouchauterhaven
Bouchauterhaven is een buurtschap in de gemeente Terneuzen, in de Nederlandse provincie Zeeland. De buurtschap, in de regio Zeeuws-Vlaanderen, ligt ten noorden van Boekhoute. Bouchauterhaven is gelegen aan het "Olmendijkje", dicht bij de Nederlandse-Belgische grens. De buurtschap bestaat uit een dertigtal huizen.

## Geschiedenis
Bouchauterhaven had vroeger een haven die via een kanaal met het Isabellakanaal en de Isabellahaven verbonden was. Tegenwoordig is er niets meer van de haven over. Het kanaal is niet langer meer in gebruik, en door de loop der jaren ook zeer versmald. Vroeger had de buurtschap ook een fortje tegen de Belgen.

## Naamgeving
Bouchauterhaven betekent "haven van Boekhoute" (vroeger Bochaut geheten), een dorpje net over de grens in België. Bochaut betekent beukenbos.
Steden: Axel · Biervliet · Philippine · Sas van Gent · Terneuzen

Dorpen: Hoek · Koewacht · Overslag · Sluiskil · Spui · Westdorpe · Zaamslag · Zandstraat · Zuiddorpe

Buurtschappen: Den Abeele · Altena · Axelschestraat · Batterij · Berdelingebuurte (deels) · Boerengat · Bontekoe · Boschdorp · Boschdorp · Bouchauterhaven · Cootjesdorp · De Sluis · Driedijk · Driekwart · Drieschouwen · Driewegen · Eendragt · Het Fort · Fort Ferdinandus · Griete · Hasjesstraat · Haven (deels) · Hazelarenhoek · Het Zand · Hoek van de Dijk · Holleken (deels) · Hoogedijk · Isabellahaven · Kampersche Hoek · Kijkuit · Klein Gent · Knol · De Kraag · Kruispad · Kwakkel · Magrette · Mauritsfort · Molenhoek · De Muis · Nieuwemolen · Nieuwlandse Molen · Othene · Oude Molen · Oude Polder · Paradijs · Passluis · Poonhaven · Posthoorn (deels) · De Put · De Ratte · Reedijk · Reuzenhoek · Rijgerij · Roodesluis · Schaapdijk · Schapenbout · Sint Andries · Steenovens · De Sterre · Stoppeldijkveer (deels) · Stroodorpe · Vaartwijk · Vaatje · Val · Varempé · Waterhuis · Watervliet · Wouterij · Wulpenbek · Zaamslagveer · Zandplaat · Zwartenhoek

Streekje: Tweekwart

Historische plaatsen: Axelsche Sassing · Noordhoek · De Stuiver · Triniteit · Vingerling

Zeeland: Steden en dorpen in Zeeland      Nederland: Provincies · Gemeenten